# Le Castellet (Var)
Le Castellet település Franciaországban, Var megyében. Lakosainak száma 5992 fő (2022. január 1.). Le Castellet Cuges-les-Pins, Roquefort-la-Bédoule, Le Beausset, La Cadière-d’Azur, Sanary-sur-Mer és Signes községekkel határos.

## Népesség
A település népességének változása:
| Lakosok száma | 4088 | 3947 | 3920 | 3886 | 3887 | 3873 | 4578 | 5285 | 5992 |
|               | 2013 | 2015 | 2016 | 2017 | 2018 | 2019 | 2020 | 2021 | 2022 |